# Premi Pritzker
El Premi Pritzker d'arquitectura va ser creat el 1979 per la fundació nord-americana Hyatt. Es lliura anualment a un arquitecte en vida de qualsevol país, que hagi mostrat a través dels seus projectes i obres les diferents facetes del seu talent com a arquitecte i hagi contribuït amb elles a l'enriquiment de la humanitat.
El premi anual de 100.000 dòlars té un clar paral·lelisme amb el Premi Nobel, tant per la seva importància i repercussió, com per la forma en que es decideix el guanyador. La cerimònia de lliurament del guardó es realitza en diferents llocs del món.

## Guanyadors
- 1979: Philip Johnson (Estats Units)
- 1980: Luis Barragán (Mèxic)
- 1981: James Stirling (Regne Unit)
- 1982: Kevin Roche (Estats Units)
- 1983: Ieoh Ming Pei (Estats Units)
- 1984: Richard Meier (Estats Units)
- 1985: Hans Hollein (Àustria)
- 1986: Gottfried Bohm (Alemanya)
- 1987: Kenzo Tange (Japó)
- 1988: Gordon Bunshaft (Estats Units) i Óscar Niemeyer (Brasil)
- 1989: Frank Gehry (Estats Units)
- 1990: Aldo Rossi (Itàlia)
- 1991: Robert Venturi (Estats Units)
- 1992: Álvaro Siza Vieira (Portugal)[3]
- 1993: Fumihiko Maki (Japó)
- 1994: Christian de Portzamparc (França)
- 1995: Tadao Ando (Japó)
- 1996: Rafael Moneo (Espanya)
- 1997: Sverre Fehn (Noruega)
- 1998: Renzo Piano (Itàlia)
- 1999: Norman Foster (Regne Unit)
- 2000: Rem Koolhaas (Països Baixos)
- 2001: Jacques Herzog i Pierre de Meuron (Suïssa)
- 2002: Glenn Murcutt (Austràlia)
- 2003: Jorn Utzon (Dinamarca)
- 2004: Zaha Hadid (Regne Unit)[4]
- 2005: Thom Mayne (Estats Units)
- 2006: Paulo Mendes da Rocha (Brasil)
- 2007: Richard Rogers (Regne Unit)
- 2008: Jean Nouvel (França)
- 2009: Peter Zumthor (Suïssa)
- 2010: Estudi SANAA (Japó)
- 2011: Eduardo Souto de Moura (Portugal)
- 2012: Wang Shu (Xina)
- 2013: Toyō Itō (Japó)
- 2014: Shigeru Ban (Japó)
- 2015: Frei Otto (Alemanya)
- 2016: Alejandro Aravena (Xile)
- 2017: Rafael Aranda, Carme Pigem i Ramon Vilalta (Catalunya)
- 2018: Balkrishna Vithaldas Doshi (Índia)
- 2019: Arata Isozaki (Japó)[5]
- 2020: Yvonne Farrell i Shelley McNamara (Irlanda)[6]
- 2021: Anne Lacaton i Philippe Vassal (França)
- 2022: Diébédo Francis Kéré (Burkina Faso)
- 2023: David Chipperfield (Regne Unit)[7]
- 2024: Riken Yamamoto (Japó)[8]
- 2025: Liu Jiakun (Xina)[9]